# Нимейер, Оскар
О́скар Рибе́йру ди Алме́йда ди Ниме́йер Суа́рис Фи́лью (порт. Oscar Ribeiro de Almeida de Niemeyer Soares Filho; 15 декабря 1907, Рио-де-Жанейро — 5 декабря 2012, Рио-де-Жанейро) — латиноамериканский архитектор XX века, один из основателей современной школы бразильской архитектуры, пионер и экспериментатор в области железобетонной архитектуры. Убеждённый коммунист, член Бразильской коммунистической партии на протяжении почти семи десятилетий. Член президиума Всемирного совета мира, лауреат Международной Ленинской премии «3а укрепление мира между народами» (1963).

## Биография

### Ранние годы
Родился 15 декабря 1907 года в Рио-де-Жанейро в обеспеченной семье португальско-немецкого происхождения на улице, которую впоследствии назвали именем его деда, Рибейру де Алмейда. Воспитывался в доме родителей матери.
В молодости вёл беспечный богемный образ жизни, увлекался футболом и книгами (читал много, но бессистемно), в 21-летнем возрасте бросил учёбу ради женитьбы на Анните Бальдо, дочери итальянских иммигрантов из Венеции, которая принесла ему единственную дочь Анну Марию Нимейер.
Учился в привилегированном колледже, где впервые проявил интерес к архитектуре. На вопрос, как он стал архитектором, впоследствии отвечал: «Случайно. Рисовал то в воздухе что-то пальцем, это заметили и на семейном совете решили, что дадут мне художественное образование».

### 1930-е: Становление архитектора
С 1932 года работал под руководством Лусио Косты и Карлоса Леана. В 1934 году окончил Национальную архитектурную школу в Рио-де-Жанейро, после чего сперва работал в издательском доме отца. Однако он продолжал заниматься в архитектурной студии Лусио Косты, Карлоса Леана и Грегори Варшавчика. Первой осуществлённой постройкой Нимейера стали детские ясли в Рио-де-Жанейро (1937).
Во второй половине 1930-х годов в Бразилии начала складываться бразильская национальная школа современной архитектуры. Её первым произведением стало здание министерства просвещения и здравоохранения в Рио-де-Жанейро (1937—1943). Руководителем проекта был Лусио Коста; к нему в качестве советника был привлечён сам Ле Корбюзье. После отъезда Ле Корбюзье последние изменения, внесённые в его план Нимейером, так впечатлили Косту, что с 1939 года разработку проекта возглавил именно Нимейер.
В 1939 году Костой и Нимейером был построен павильон Бразилии на Всемирной выставке 1939 года в Нью-Йорке. В 1940 году Нимейер познакомился с Жуселину Кубичеком — на тот момент мэром Белу-Оризонти.

### 1940—1950-е: Международное признание и коммунистические взгляды
1940-е годы — время нарастающей творческой активности Нимейера. По его проектам построены гостиница в Ору-Прету (1940), ресторан, яхт-клуб, казино, отель и церковь св. Франциска Ассизского в Пампулье (1942—1943); банк «Боа-Виста» (1946) в Рио-де-Жанейро, учебный авиационно-технический центр в Сан-Жозе-дус-Кампус (1947—1953). В 1947 году Нимейер принимал участие в проектировании здания штаб-квартиры Организации Объединённых Наций в Нью-Йорке.
Симпатизировал СССР во Второй мировой войне. В 1945 году Нимейер вступил в бразильскую компартию. Когда генерального секретаря компартии Луиса Карлоса Престеса и пятнадцать его соратников выпустили из тюрьмы, Нимейер приютил их у себя дома, в итоге пожертвовав построенное им жилище на нужды партии. 
В 1954 году с единомышленниками он основал журнал архитектуры и изобразительных искусств «Модуло», вокруг которого группировались представители бразильской левой интеллигенции (закрыт после переворота 1964 года, возобновлён в 1975 году). Из своих политических убеждений Нимейер выводил и своё стремление находить в архитектуре решения для социальных проблем, включая жилищный кризис, антисанитарию и ужасные условия жизни в фавелах; однако, по его мнению, комфорт и свободу для всех могли принести только социальные реформы и социалистическая политическая база.
Из-за его политических взглядов Нимейеру был затруднён въезд в Соединённые Штаты в годы послевоенной антикоммунистической истерии: ему было отказано в визе как в 1946 году, когда его пригласили преподавать в Йельском университете, так и в 1953 году, когда его назначили деканом в Школе дизайна в Гарварде, и в 1966 году, когда ему понадобилась транзитная виза через США.
К постройкам 1950-х годов относятся собственный дом Нимейера в пригороде Рио-де Жанейро Каноа (1953), больница «Южная Америка» в Рио-де-Жанейро (1952—1959), жилой дом «Башня Нимейера» (1954) и жилой комплекс им. Кубичека (1951—1962) в Белу-Оризонти, здание кондитерской фабрики (1950), бизнес-центр «Монтреал» (1950), жилые дома «Эйфель» (1955) и «Копан» (1951—1965), комплекс международной выставки (1951—1954) в Сан-Паулу. Из крупных нереализованных проектов этого времени следует отметить музей современного искусства в Каракасе (1955), спроектированный в виде перевёрнутой четырёхгранной пирамиды.

### 1957—1964: Новая столица — Бразилиа
С 1957 года Нимейер по генеральному плану Лусио Косты осуществляет застройку будущей новой столицы — города Бразилиа, который начал строиться по инициативе и приглашению Жуселину Кубичека, ставшего в 1956 году президентом Бразилии и вскоре после инаугурации посетившего Нимейера (столица была перенесена из Рио-де-Жанейро в Бразилиа в 1960 году). Выразительность этой застройки достигнута контрастом необычных по формам (купольные, пирамидальные, чашеобразные объёмы, стреловидные колонны) сооружений правительственного центра и подчёркнуто строгих геометрических форм жилых комплексов.
По проектам Нимейера в Бразилиа построены Президентский дворец «Алворада» (1958), «Палас-отель» (1958), Дворец правительства «Планальто» (1960), Дворец Верховного суда (1960), дворец Национального конгресса (1960), корпуса министерств (1960), кафедральный собор (1960—1970), театр (1962), гостиница «Насионал» (1962), больница (1962), дворец Правосудия (1970), министерство обороны (1974), резиденция вице-президента (1974).
Архитектуру Нимейера отличает пластичность, выразительность и теплота. Он одним из первых увидел и реализовал художественные возможности монолитного железобетона. Несмотря на остроту и необычность, проекты Нимейера всегда детально разработаны, функционально и конструктивно обоснованы, зачастую сообщая функции неожиданное, но весьма рациональное воплощение. Нимейер постоянно стремится к обогащению архитектурной формы — к пластике и контрастным сопоставлениям объёмов, к динамичности членений, к разработке фактуры поверхностей, к введению цвета, а также к включению в архитектурную композицию произведений смежных искусств.

### 1964—1985: Военная диктатура и вынужденная эмиграция
Вернувшись в 1964 году из Израиля, где он по приглашению мэра Хайфы Аббы Хуши планировал кампус Хайфского университета, Нимейер нашёл Бразилию другой — произошёл военный переворот против президента Жуана Гуларта. Во времена военной диктатуры Нимейер жил в эмиграции во Франции (1964—1985), посещая Бразилию лишь с короткими визитами; при этом строительство общественных зданий Бразилиа продолжается по его проектам. Он также проводил некоторую часть времени в СССР и на Кубе.
В этот период он проектирует и строит ряд общественных зданий в Гане, Ливане, Италии, Алжире, Португалии, Франции (штаб-квартира Французской коммунистической партии; биржа труда в Бобиньи, запланированная как здание Всеобщей конфедерации труда; Дом культуры в Гавре; Дом управы компании «Рено»). В Рио-де-Жанейро Нимейер строит здание издательства «Маншете» (1967), отель «Насионал» (1971), станцию метро «Саенс Пенья» (1979), центр карнавала (1983—1984); в Бразилиа — мемориал президента Кубичека (1980), Пантеон (1985) и Мемориал Латинской Америки (1987). Выставки его работ проходят во многих зарубежных странах: в 1977 году в Москве (первая в 1956 году), в 1979 году в Национальном центре искусства и культуры Жоржа Помпиду в Париже, в 1983 году — в штаб-квартире ООН в Нью-Йорке.
В 1978 году возглавил общественную организацию «Центр — Демократическая Бразилия» (CEBRADE), объединившую оппозиционных военному режиму круги интеллигенции, профсоюзных и политических деятелей.
Когда строители Братской ГЭС и города Братска посетили в Бразилии  Оскара Нимейера, они перед ним пытались оправдываться: «Вы знаете, у нас эти пятиэтажные дома… то ли дело у вас в Бразилии — прогрессивная архитектура». А Нимейер ответил: «Когда я строил город Бразилиа, я мечтал, чтобы туда люди из фавел переехали. Вы эту задачу решили, а мы — нет. Да, я построил прекрасный город, в котором поселилась элита, а фавелы как были, так и остались».

### 1985—2012: Поздние годы. Столетний долгожитель
Военная диктатура в Бразилии завершилась в 1985 году, и Нимейер вернулся на родину. C 1992 по 1996 год был председателем Бразильской коммунистической партии, возглавив её ортодоксально-марксистское крыло, не согласившееся с преобразованием после распада СССР компартии в Социалистическую народную партию Бразилии в 1992 году. Добившись повторной регистрации партии, он отошёл от её руководства. Его друг Фидель Кастро шутил: «Нимейер и я — последние коммунисты на этой планете».
В 1996 году, в возрасте 89 лет, Нимейер построил Музей современного искусства в Нитерое. В 2000-е годы по проектам Нимейера построены Музей Оскара Нимейера в Куритибе (2002), аудитория «Ибирапуэра» в Сан-Паулу (2002, по проекту 1951 года), Национальный музей и Национальная библиотека в Бразилиа (2006; по проектам 1958 года), культурный центр «Оскар Нимейер» в Гоянии (2006), здание «Кабо-Бранко» в Жуан-Песоа (2008). В 2011 году в испанском городе Авилес открылся Культурный центр Оскара Нимейера, названный в честь автора проекта.
Почётный член Академии художеств СССР (1983) и зарубежный почётный член Российской академии художеств. В канун столетнего юбилея Нимейера Владимир Путин подписал указ о награждении архитектора орденом Дружбы «за большой вклад в развитие российско-бразильских отношений».
Издатели советских и российских энциклопедических словарей не раз «хоронили» Оскара Нимейера. Так, в «Первом биографическом Большом энциклопедическом словаре» (Москва-Санкт-Петербург, НОРИНТ, 2007) датой смерти архитектора указан 1989 год.
На самом деле Оскар Нимейер скончался в Рио-де-Жанейро 5 декабря 2012 года, не дожив всего лишь 10 дней до своего 105-летнего юбилея. За месяц до этого, 2 ноября 2012 года, Оскара Нимейера госпитализировали с почечной недостаточностью, которая стала осложнением после перенесённого гриппа.

## Сочинения
Нимейер — теоретик архитектуры; автор книг «Мой опыт строительства Бразилиа» (1961), «Почти воспоминания. Путешествия» (1968), «Архитектура и общество» и т.д. Русские переводы:
- Нимейер О. Мой опыт строительства Бразилиа. М.: Изд-во иностранной литературы, 1963.
- Нимейер О. Архитектура и общество. М.: Прогресс, 1975.

## Награды
- Орден Культурных заслуг (2007, Бразилия).
- Медаль ордена «За трудовые заслуги» (1959, Бразилия).
- Кавалер Большого креста ордена Сантьяго (26 ноября 1994 года, Португалия).
- Командор ордена Инфанта дона Энрике (3 марта 1975 года, Португалия).
- Орден искусств и литературы Испании (6 ноября 2009 года, Испания).
- Командор ордена Почётного легиона (2007, Франция).
- Кавалер ордена Почётного легиона (1970, Франция).
- Командор ордена Искусств и литературы (1982, Франция).
- Австрийский почётный знак «За науку и искусство» (2005, Австрия).
- Орден «Хосе Марти» (24 сентября 1997 года, Куба)[15].
- Орден «Солидарность» (2001 год, Куба).
- Командор ордена Святого Григория Великого (1990 год, Ватикан).
- Орден Дружбы (25 октября 2007 года, Россия) — за большой вклад в развитие российско-бразильских отношений[13].
- Орден Дружбы народов (14 декабря 1987 года, СССР) — за заслуги в борьбе за мир, значительный вклад в укрепление дружбы между народами Советского Союза и Бразилии и в связи с восьмидесятилетием со дня рождения[16].
- Международная Ленинская премия «За укрепление мира между народами» (1963).
- Премия принцессы Астурийской (1989).
- Императорская премия (2004).